# Paniówki
Paniówki (deutsch Klein Paniow) ist eine oberschlesische Ortschaft in der Woiwodschaft Schlesien in Polen.
Paniówki liegt etwa 9 km südöstlich von Gliwice (Gleiwitz) am Rand des Oberschlesischen Industriegebiets, im Coseler Kessel.

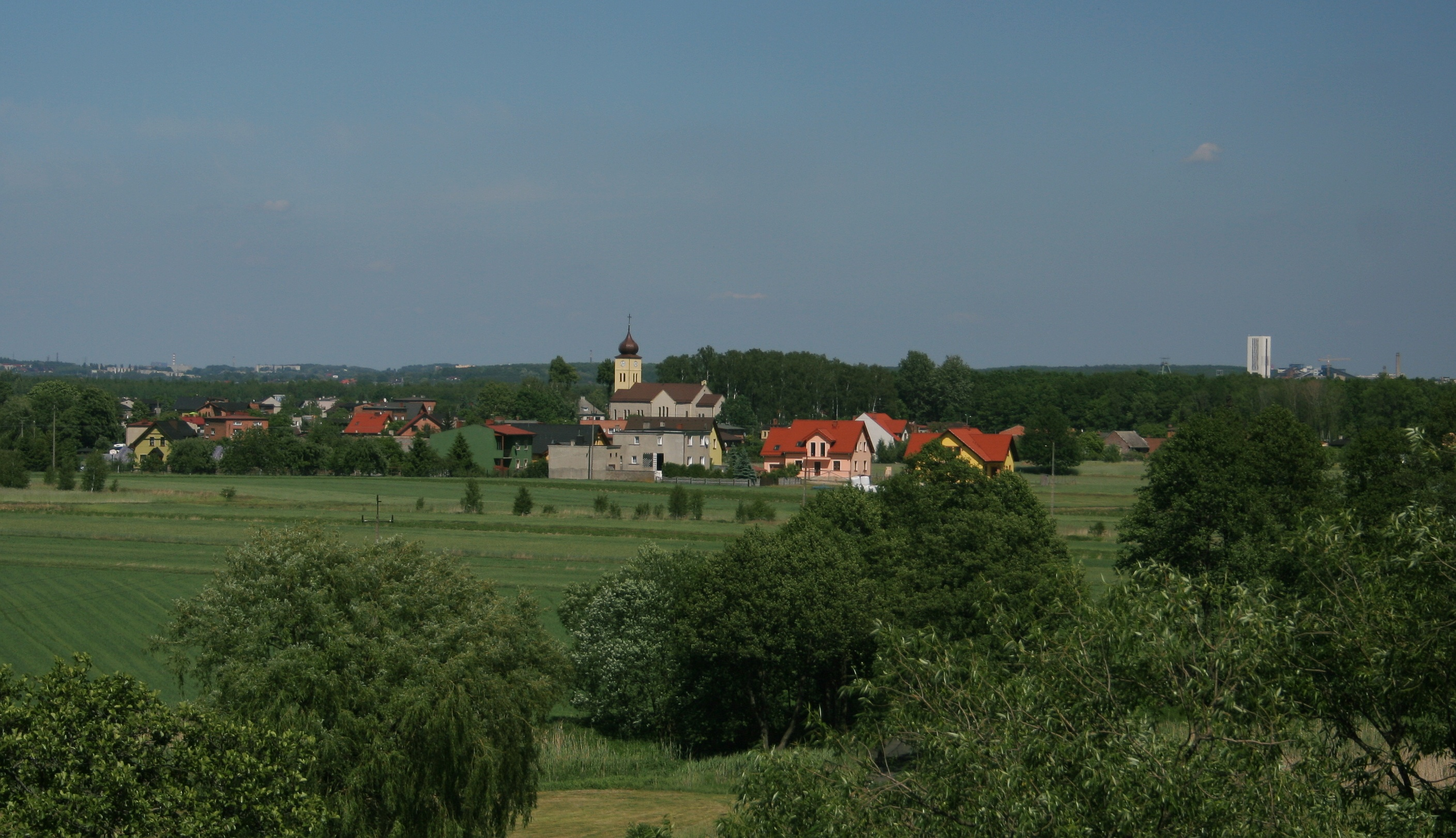
Ortsansicht aus Chudów

Der Ortsname sowie die Geschichte des Dorfs ist mit Paniowy (Groß Paniow) verbunden.

## Persönlichkeiten
- Gerhard Hein (ursprünglich Gerhard Franz Philippczyk, 1916–2008), deutscher Offizier im Zweiten Weltkrieg